# درة درة رضا أباد (سررود الجنوبي)
درة درة رضا أباد (بالفارسية: دره‌دره رضاآباد) هي قرية تقع في إيران في قسم سررود الجنوبي الريفي. يقدر عدد سكانها بـ 13 نسمة .